# CPanel
cPanel是一套在網頁寄存業中最享負盛名的商業軟體，其基於 Linux 和 BSD 系統及以 PHP 開發且性質為閉源軟體；提供了足夠強大和相當完整的主機管理功能，諸如：Webmail 及多種電郵協議、網頁化 FTP 管理、SSH 連線、數據庫管理系統、DNS 管理等遠端網頁式主機管理軟體功能。
cPanel 的發展公司是成立於1997年的美國休士頓 cPanel Inc.，cPanel 主要是面向客戶權級的控制系統；而面向系統管理員和分銷商(Reseller) 權級的附帶控制面板為 WHM (Web Hosting Manager)。在預設情況下，兩個控制面板均處於 SSL 加密連線模式，前者的預設端口為 2082/2083，而後者則為 2086/2087。
cPanel 提供主要有兩大版本，獨立主機版和針對VPS的系統優化版，其基於 LAMP 環境下運行。它的強大和易用性深受歡迎，但缺點是運行比較緩慢(※這與SSL加密模式、主機的配置環境和網路連接速度有關).且價格相對較其他主機管理軟體高，內建的功能足以網頁GUI的方式控制整套系統，使用者更能使用其 RVSiteBuilder 快速利用大量的模版建立網頁。cPanel 的穩定性和安全性相當可靠，Cloudflare/Incapsula 模組允許使用者在面板內整合CDN服務，而透過 API 可以進行遠程任務 並與 WHMCS 自動化電子銷售管理軟體進行完美整合。
cPanel 提供 RVSkin 功能並讓主機管理者自訂設計控制面板的介面，它的主要頁面是以 HTML 靜態網頁和 XML 展現，這亦是 XSS 攻擊和入侵的漏洞點。
詳細資料在 官方網站（页面存档备份，存于）
對手軟件有：DirectAdmin、Zpanel、DotNetPanel、Parallels Plesk Panel、ResellersPanel的Hepsia、Omega 等。